# Župnija Levpa
Župnija Levpa je rimskokatoliška teritorialna župnija dekanije Nova Gorica v škofiji Koper.

## Sakralni objekti
- cerkev sv. Štefana, Levpa - župnijska cerkev
- - podružnica

Od 1. januarja 2018  :
- - podružnica